# Iván Hernández
Iván Hernández Rangel (* 24. November 1982 in Mexiko-Stadt) ist ein mexikanischer Boxer im Superfliegengewicht.

## Profikarriere
2000 begann Hernández seine Profikarriere. Am 25. September 2004 boxte er gegen Marc Johnson um den Weltmeistertitel des Verbandes WBO und siegte durch klassischen K. o. in Runde 8. Diesen Titel verlor „Choko“ allerdings bereits in seiner ersten Titelverteidigung im April des darauffolgenden Jahres an Fernando Montiel durch Knockout. Im August 2013 beendete Hernández nach 28 Siegen und 8 Niederlagen seine Karriere.